# Microdus macromorphus
Microdus macromorphus là một loài rêu trong họ Dicranaceae. Loài này được M. Fleisch. mô tả khoa học đầu tiên năm 1904.